# International Standard Serial Number
Ett ISSN eller International Standard Serial Number är ett unikt 8-siffrigt nummer som ges till publikationer som periodiskt eller fortlöpande utkommer i tryck eller elektroniskt. ISSN-systemet antogs 1975 som internationell standard av ISO .  År 2001 var mer än 1 miljon tidskrifter och tidningar med i systemet och varje år tillkommer cirka 50 000 nya tidskrifter.
ISSN är strängt knutet till publikationens unika titel, inte till utgivaren eller annat. Den internationella centralen som administrerar systemet "The ISSN International Centre" ligger i Paris och stöds av Unesco, franska staten och medlemsstaterna.
2009 finns 87 nationella centraler runt om i världen. Sveriges ISSN-central (ISSN Sweden) ligger vid Kungliga biblioteket (KB).